# Burns (Wyoming)
Burns és una població dels Estats Units a l'estat de Wyoming. Segons el cens del 2000 tenia 285 habitants.

## Demografia
Segons el cens del 2000, Burns tenia 285 habitants, 112 habitatges, i 76 famílies. La densitat de població era de 36 habitants/km².
Dels 112 habitatges en un 35,7% hi vivien nens de menys de 18 anys, en un 58% hi vivien parelles casades, en un 6,3% dones solteres, i en un 32,1% no eren unitats familiars. En el 25% dels habitatges hi vivien persones soles el 12,5% de les quals corresponia a persones de 65 anys o més que vivien soles. El nombre mitjà de persones vivint en cada habitatge era de 2,54 i el nombre mitjà de persones que vivien en cada família era de 3,13.
Per edats la població es repartia de la següent manera: un 30,5% tenia menys de 18 anys, un 4,9% entre 18 i 24, un 25,6% entre 25 i 44, un 24,6% de 45 a 60 i un 14,4% 65 anys o més.
L'edat mediana era de 37 anys. Per cada 100 dones de 18 o més anys hi havia 90,4 homes.
La renda mediana per habitatge era de 31.875 $ i la renda mediana per família de 33.333 $. Els homes tenien una renda mediana de 23.929 $ mentre que les dones 19.286 $. La renda per capita de la població era de 15.460 $. Entorn del 7,3% de les famílies i el 14,7% de la població estaven per davall del llindar de pobresa.

## Poblacions més properes
El següent diagrama mostra les poblacions més properes.